# Gare ferroviaire patrimoniale du Canada
Une gare ferroviaire patrimoniale du Canada est une gare ferroviaire faisant partie du patrimoine national du Canada et désignée comme sites historiques nationaux. Voici une liste des gares ferroviaires patrimoniales du Canada selon la province ou le territoire où elles sont situées.
S'il y a deux gares avec le même nom, elles se distinguent par la compagnie qui les a fondées.
La plupart des gares canadiennes sont simplement nommées comme les villes où elles sont situées. Cependant, dans quelques grandes villes, les gares possèdent des noms uniques. Dans ce cas, les noms de ville suivent les noms de gare.

## Alberta

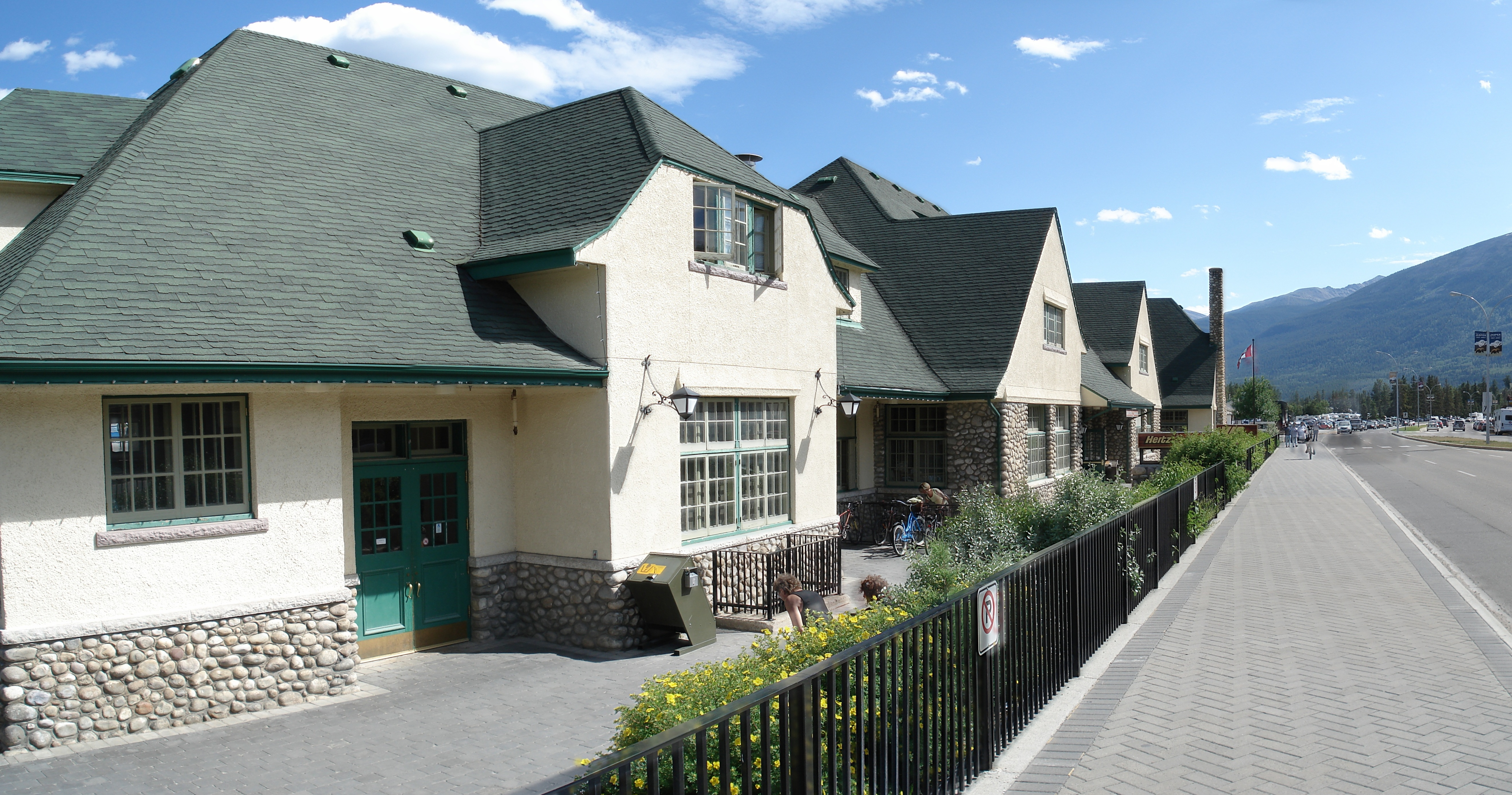
À gauche, la gare de Jasper

- Gare de Banff
- Gare d'Empress
- Gare d'Hanna
- Gare de Jasper
- Gare de Lac Louise-Laggan
- Gare de Medicine Hat
- Gare de Red Deer
- Gare Strathcona, à Edmonton

## Colombie-Britannique

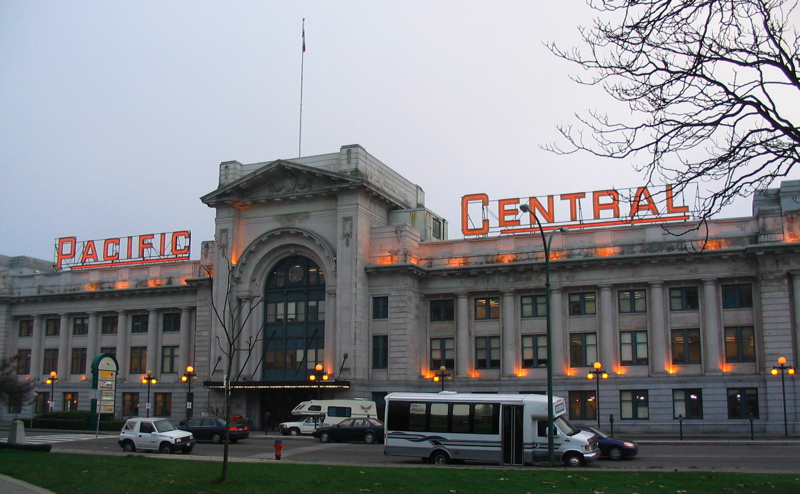
Gare Pacific Central

- Gare de Courtenay
- Gare de Duncan
- Gare de Field
- Gare de Glacier
- Gare de Grand Forks
- Gare de Kamloops
- Gare de Kelowna
- Gare de McBride
- Gare de Nanaimo
- Gare de Nelson
- Gare de Prince Rupert
- Gare de Qualicum Beach
- Gare de Salmo
- Gare de Smithers
- Gare Pacific Central, à Vancouver

## Manitoba
- Gare de Brandon
- Gare de Churchill
- Gare de Cranberry Portage
- Gare de Dauphin
- Gare d'Emerson
- Gare de Gillam
- Gare de McCreary
- Gare de Minnedosa
- Gare de Neepawa

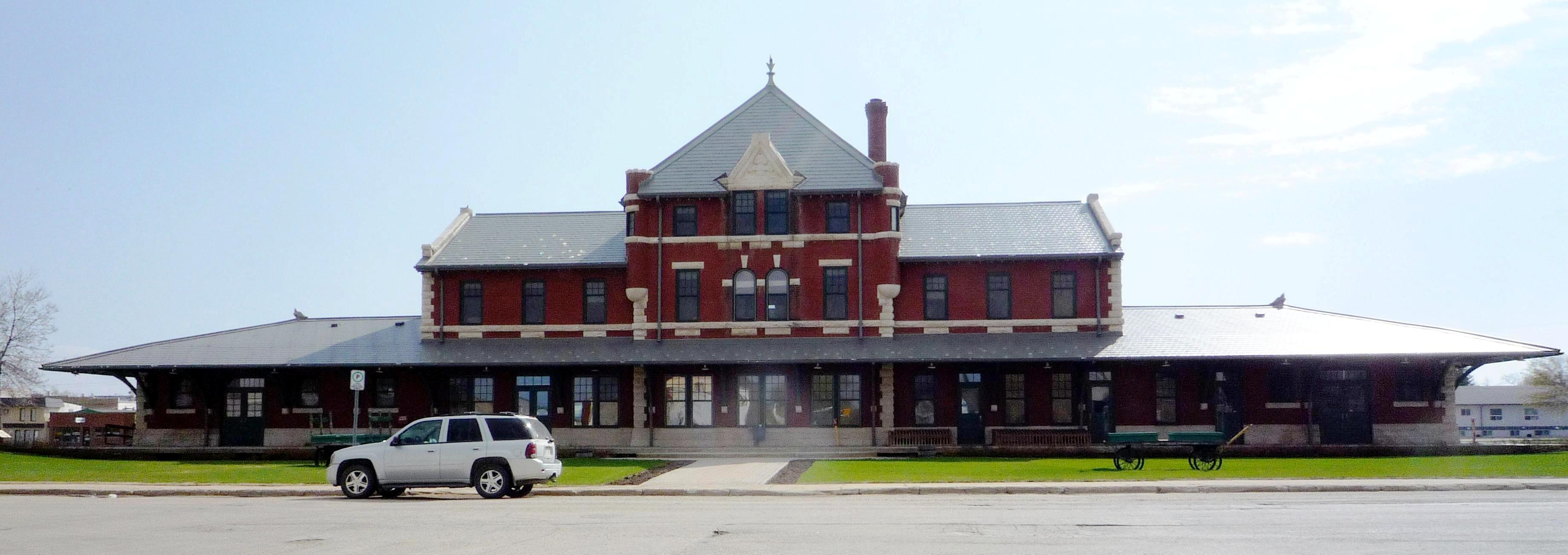
Gare de Dauphin

- Gare de Portage la Prairie
- Gare de Portage la Prairie (Canadien Pacifique)
- Gare de Rivers
- Gare de Roblin
- Gare Saint James, à Winnipeg
- Gare du Pas (Canada)
- Gare de Virden
- Gare de Winnipeg (Canadien Pacifique)
- Gare de Winnipeg (Union)

## Nouveau-Brunswick
- Gare d'Aroostook

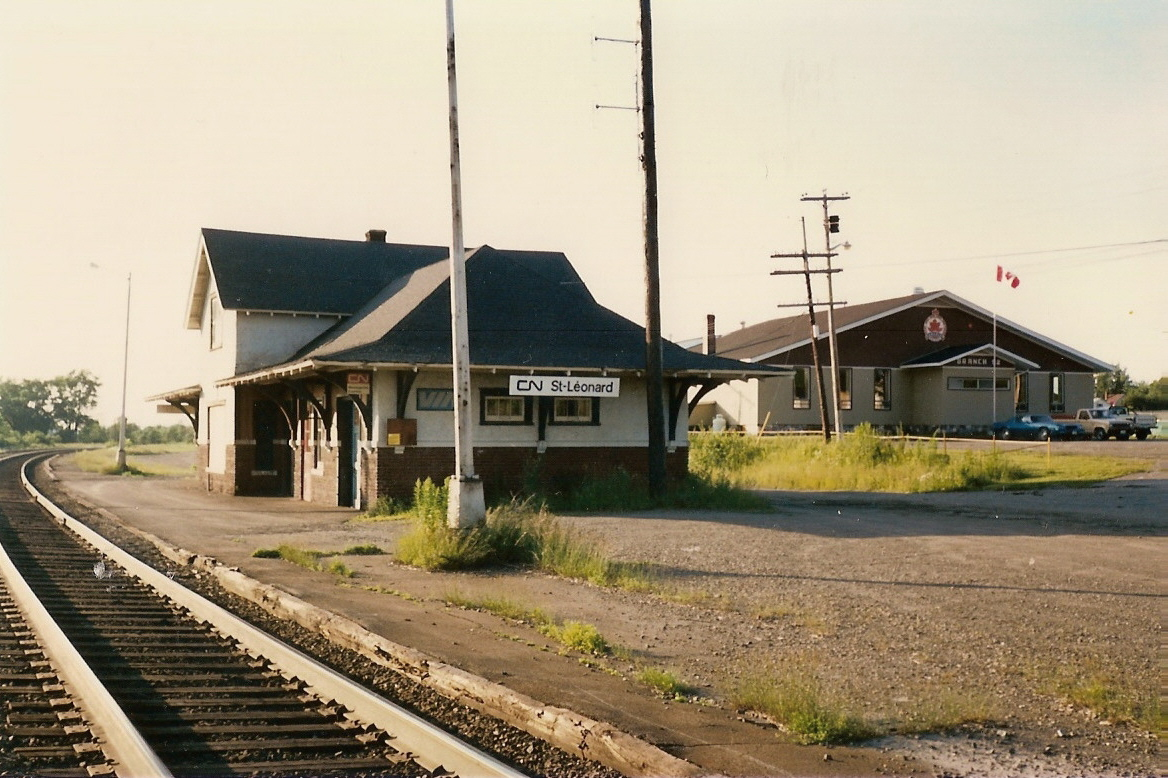
Gare de Saint-Léonard

- Gare d'Edmundston (Canadien Pacifique)
- Gare d'Edmundston (Canadien National)
- Gare de Fredericton
- Gare de Grand-Sault
- Gare de McAdam
- Gare de Sackville
- Gare de Saint-Léonard
- Gare de Sussex

## Nouvelle-Écosse
- Gare d'Amherst
- Gare d'Annapolis Royal
- Gare d'Halifax
- Gare de Hantsport
- Gare de Wolfville

## Ontario
- Gare d'Alexandria
- Gare d'Allandale
- Gare d'Aurora
- Gare de Belleville
- Gare de Brampton
- Gare de Brantford
- Gare de Carleton Place
- Gare de Cartier
- Gare de Casselman
- Gare de Chatham
- Gare de Cobourg
- Gare de Comber
- Gare d'Ernestown
- Gare de Fort Frances
- Gare de Galt
- Gare de Georgetown
- Gare de Guelph

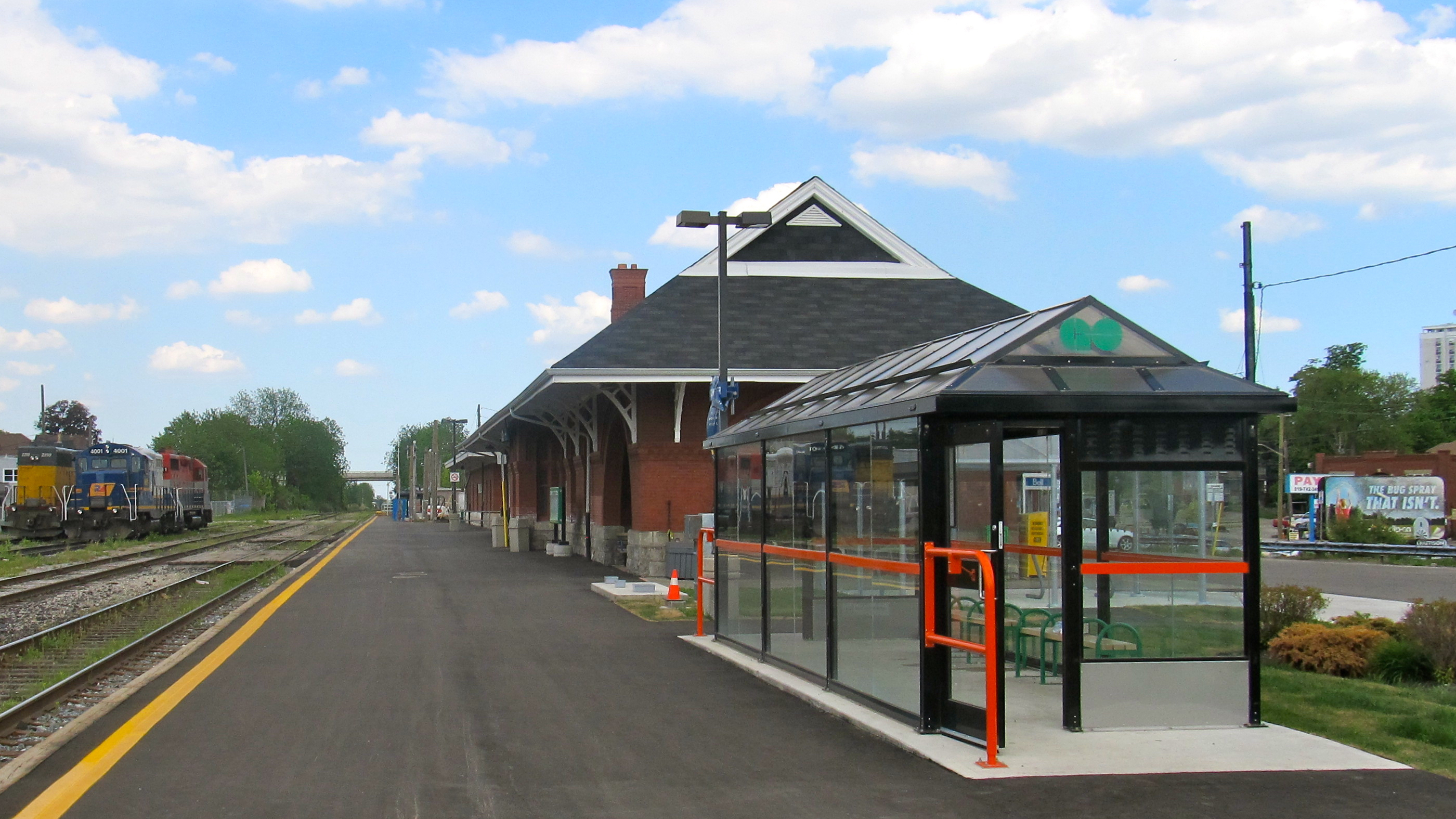
La Gare de Kitchener

- Gare de Hamilton (Canadien National)
- Gare de Hamilton (Toronto, Hamilton & Buffalo)
(TH&B est le nom d'une ancienne compagnie ferroviaire)

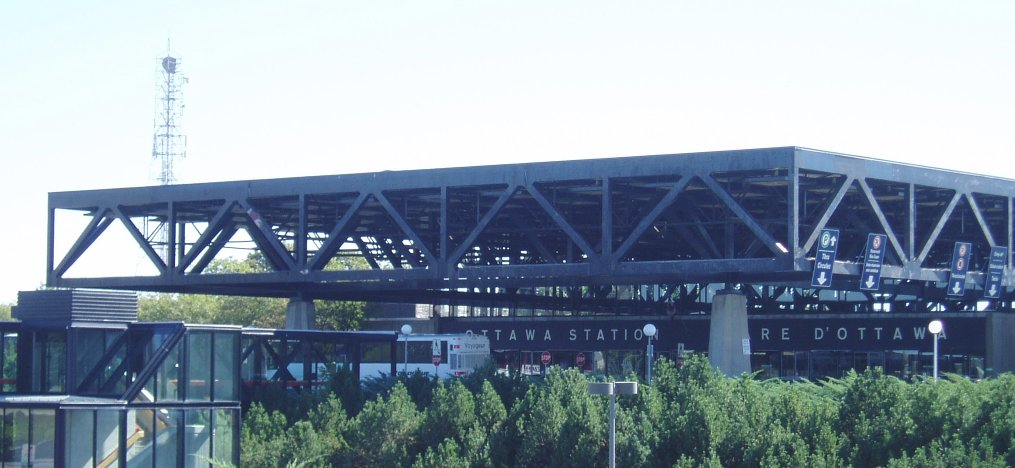
La Gare d'Ottawa

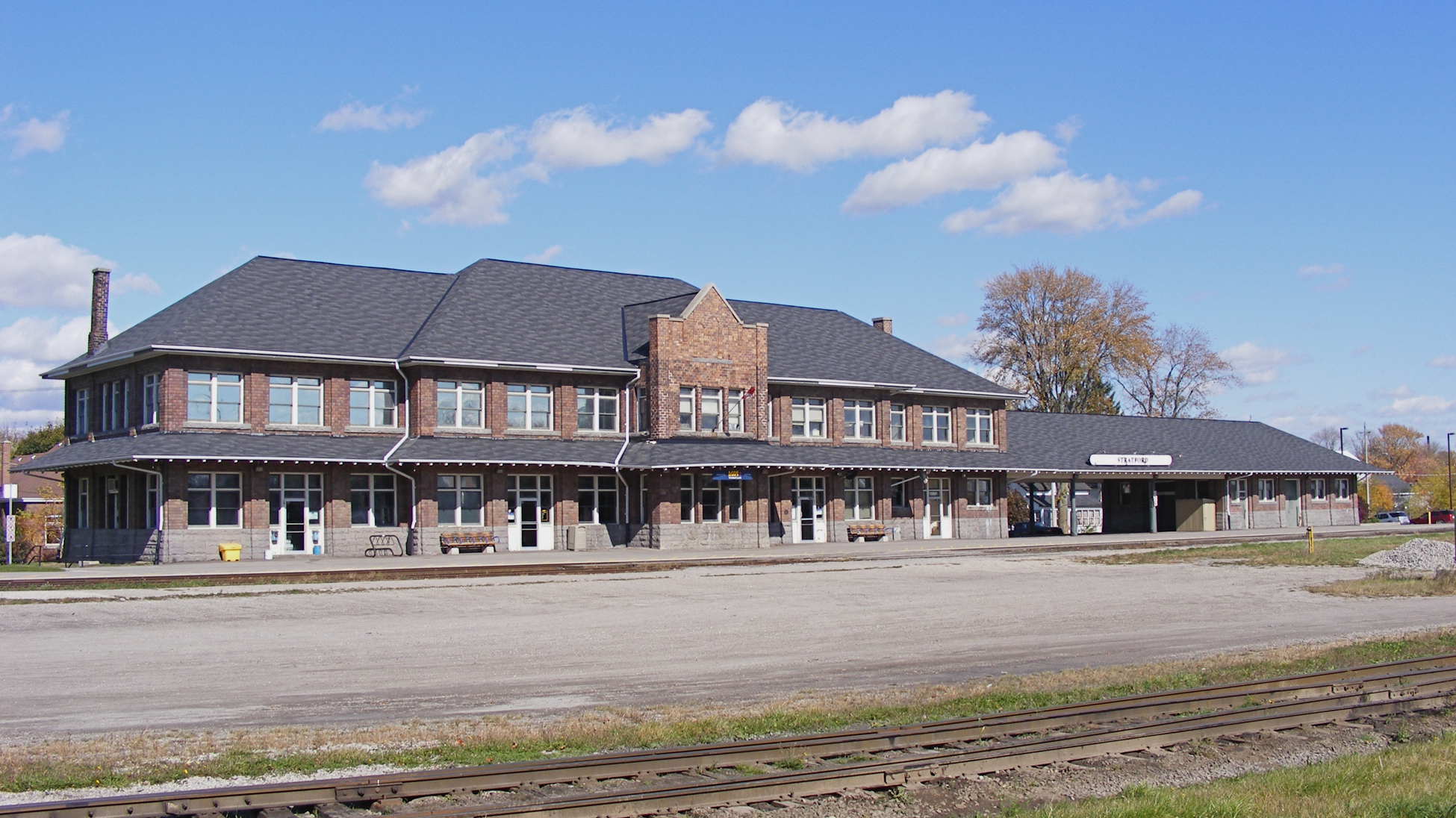
La Gare de Stratford

- Gare de Havelock
- Gare de Hornepayne

- Gare de Huntsville
- Gare de Kenora
- Gare de Kingston
- Gare de Kitchener
- Gare de Leamington
- Gare de Maple
- Gare de Markham
- Gare de Nakina
- Gare de Newmarket
- Gare de Niagara Falls
- Gare de North Bay
- Gare d'Orilla
- Gare d'Ottawa
- Gare d'Owen Sound
- Gare de Parry Sound
- Gare de Port Hope
- Gare de Prescott
- Gare de Sarnia
- Gare de Schreiber
- Gare de Searchmont
- Gare de Sioux Lookout
- Gare de St. Catharines
- Gare de St. Mary's Junction

- Gare de St. Thomas
- Gare de Stratford
- Gare de Sudbury
- Gare de Thunder Bay
- Union Station, à Toronto
- Gare d'Unionville
- Gare de White River
- Gare de Woodstock

## Québec
- Gare d'Amqui
- Gare de Clova
- Gare d'East Angus
- Gare de Farnham
- Gare d'Hébertville
- Gare de Joliette
- Gare de L'Annonciation
- Gare de L'Épiphanie
- Gare de Lac-Mégantic
- Gare de Lachute
- Gare de Lacolle
- Gare de Macamic
- Gare de Masson
- Gare de Matapédia
- Gare de Mont-Joli
- Gare de Mont-Laurier
- Gare de Montmagny
- Gare Centrale, à Montréal
- Gare Windsor, à Montréal
- Gare de New Carlisle
- Gare de Port-Daniel
- Gare du Palais de Québec
- Gare de Richmond
- Gare de Rigaud

- Gare de Rimouski
- Gare de Saint-Hyacinthe
- Gare de Saint-Jean-sur-Richelieu
- Gare Saint-Jérôme
- Gare de Saint-Pascal
- Gare de Sainte-Agathe-des-Monts

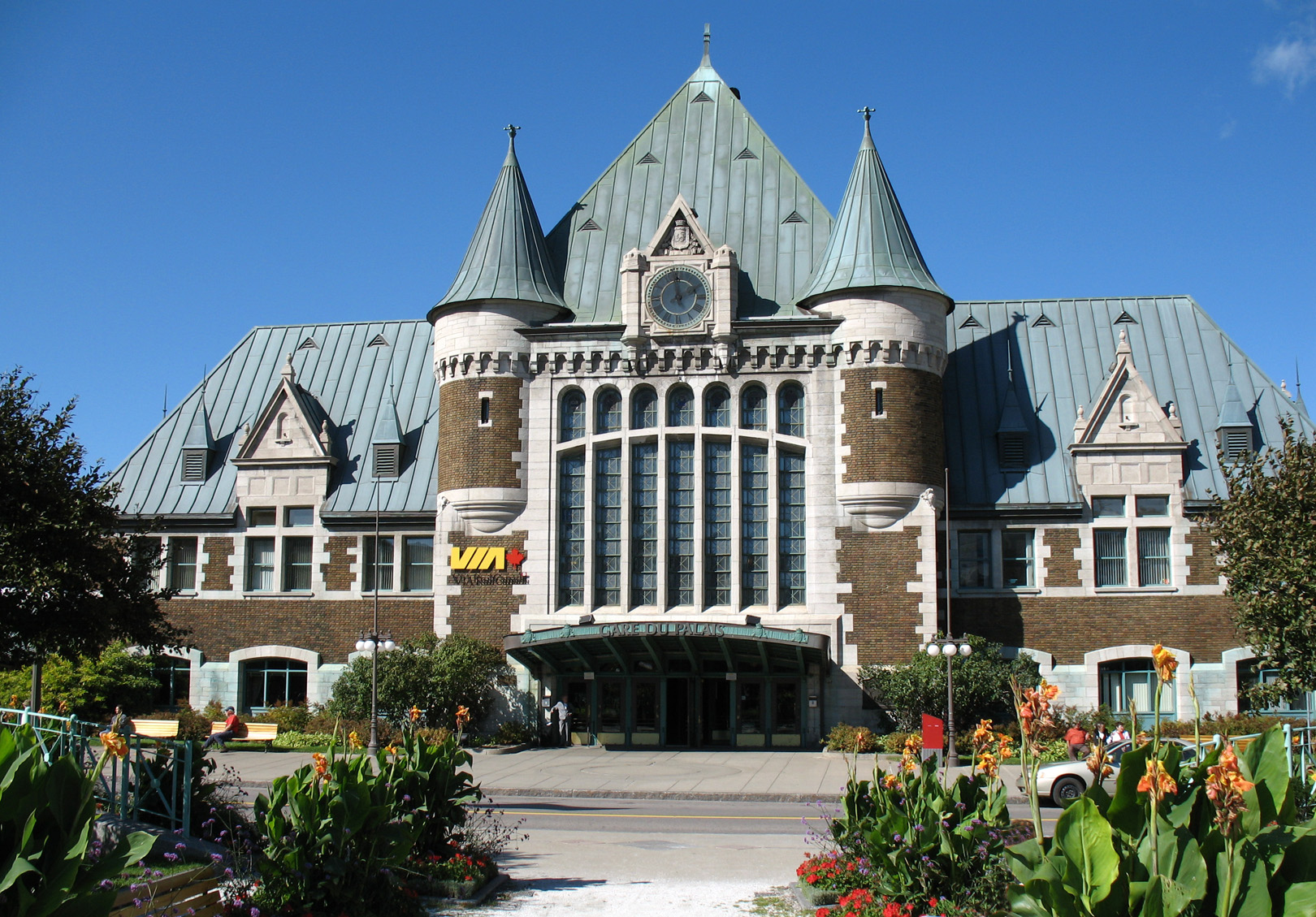
La Gare du Palais de Québec

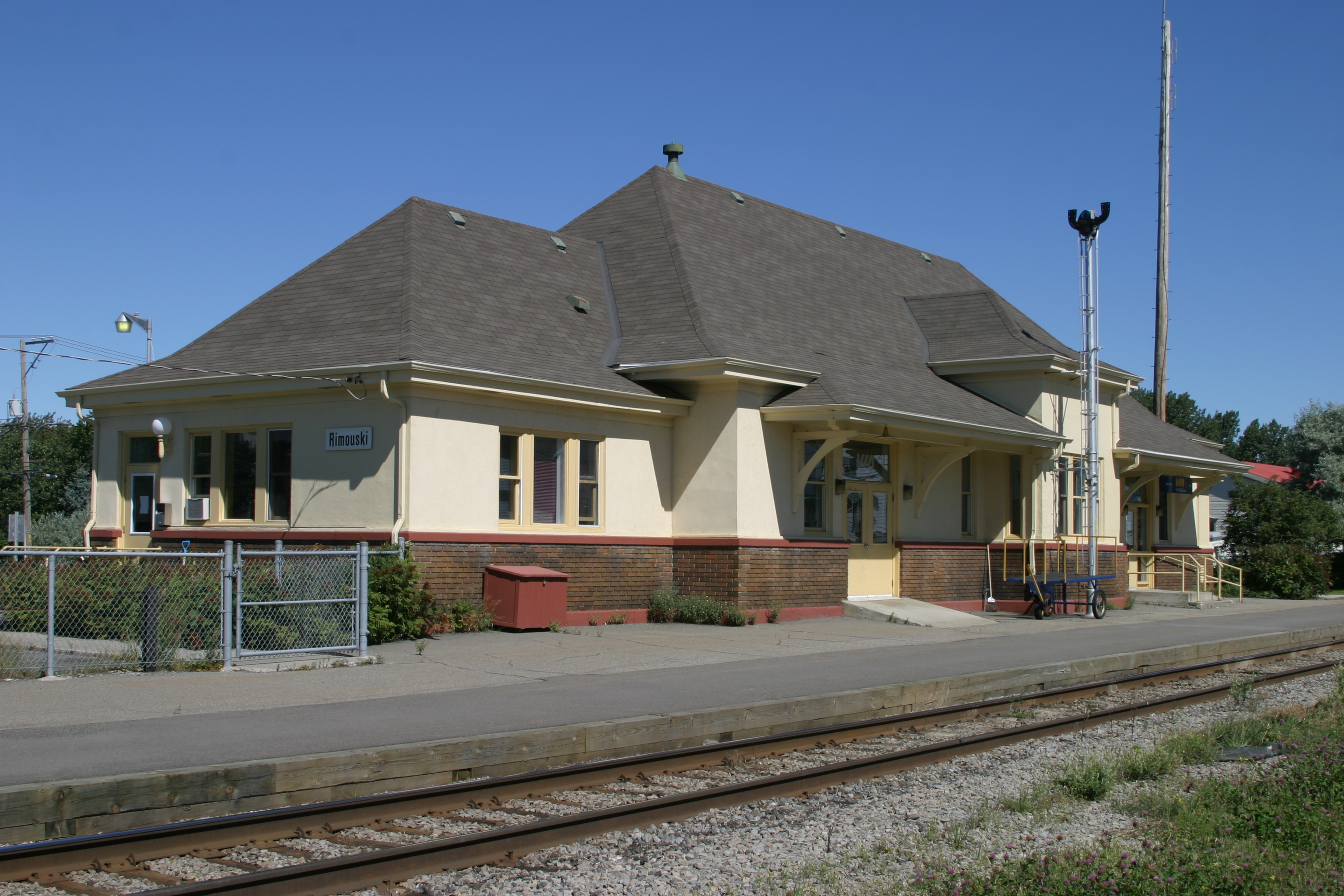
La Gare de Rimouski

- Gare de Sainte-Anne-de-la-Pocatière
- Gare de Sainte-Anne-de-la-Pérade
- Gare de Sayabec
- Gare de Senneterre
- Gare de Shawinigan (Canadien National)
- Gare de Shawinigan (Canadien Pacifique)
- Gare de Sherbrooke (Canadien National)
- Gare de Sherbrooke (Canadien Pacifique)
- Gare de Tring-Jonction
- Gare de Trois-Rivières
- Gare de Vallée-Jonction
- Gare de Westmount

## Saskatchewan
- Gare de Biggar
- Gare de Broadview
- Gare de Humbodlt
- Gare de Melville

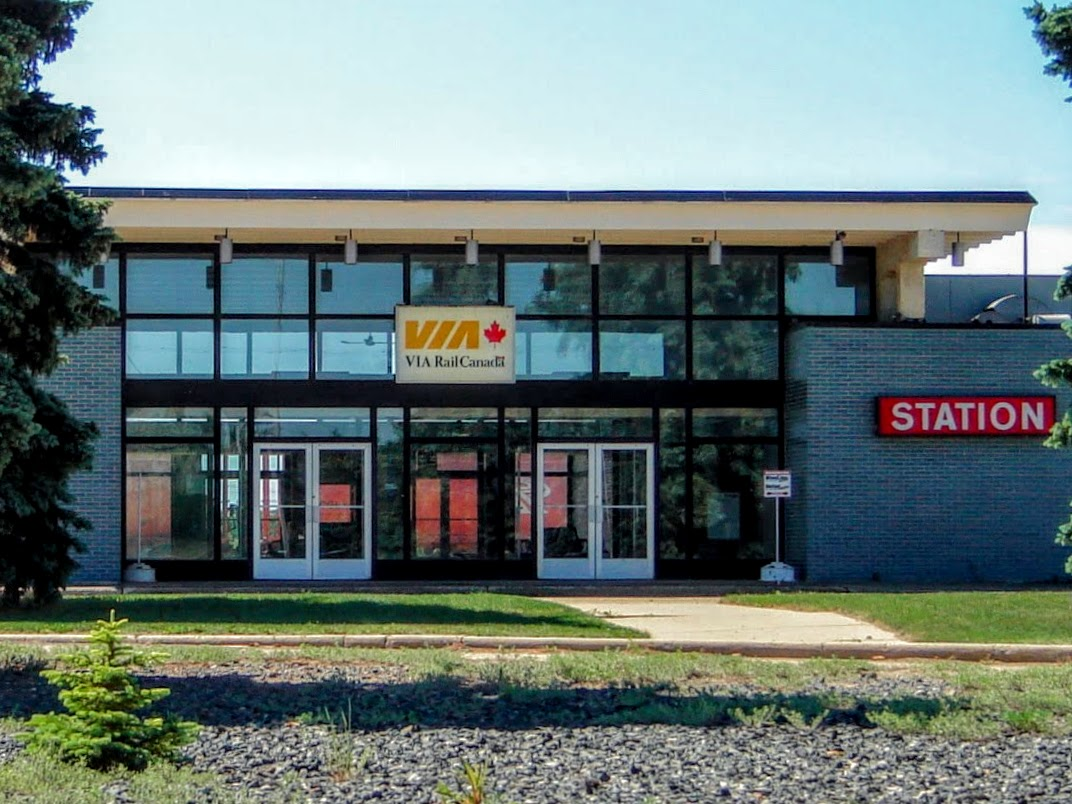
La Gare de Saskatoon

- Gare de Moose Jaw (Canadien National)
- Gare de Moose Jaw (Canadien Pacifique)
- Gare de North Battleford
- Gare de Régina
- Gare de Saskatoon (Canadien Pacifique)
- Gare de Saskatoon (Union)
- Gare de Swift Current
- Gare de Wynyard

## Terre-Neuve et Labrador
- Gare de Saint-Jean

## Yukon
- Gare de Carcross